# Здание Латвийского телевидения
Здание Латвийского телевидения (латыш. Latvijas Televīzijas augstceltne) — 22-этажная штаб-квартира Латвийского телевидения, построенная в 1979—1986 годах в Риге, на острове Закюсала. Высота — 87 метров.
Архитекторы — А. Пурвинш, В. Кадирков и Б. Майке.

## Описание
Основание выполнено в форме треугольника, что обеспечило возможность дальнейшего развития проекта. Строительство первой (и единственной) круглой телестудии и здания редакции было завершено в 1986 году. В течение следующих двух лет были завершены внутренние работы и состоялся переезд из предыдущего помещения в Агенскалнсе. Первые четыре этажа здания были отделаны светлыми ударопрочными бетонными панелями, а в высотном здании использованы тёмные панели из анодированного алюминия. Комплекс зданий включает в себя 6 студий, две из которых малые студии дикторов, одну студию новостей и один концертный зал, который также может использоваться для проведения конференций, перформансовую часть с различными мастерскими, помещениями для видеомонтажа, демонстрационным и вещательным оборудованием, репетиционные залы, гримёрные и другие помещения.
Проект радиотелевизионного комплекса предусматривал возможность 4 теле- и 4 радиопрограмм, но в связи с восстановлением независимости Латвии проект был реализован лишь частично. 27-этажное высотное здание радиоредакции такого же проекта планировалось построить рядом с уже существовавшим 22-этажным высотным зданием телевидения, однако второе здание так и осталось недостроенным.